# نادي الوحدة للسيدات
نادي الوحدة للسيدات أو سيدات الوحدة هو نادي كرة قدم للسيدات مقره مكة. يلعب في الدوري السعودي الدرجة الأولى للسيدات، وهو المستوى الثاني لكرة القدم للسيدات في المملكة العربية السعودية.

## التاريخ
تأسس النادي في عام 2022 تحت اسم مجد الغربية، وكان أول فريق كرة قدم نسائي في مكة في ذلك الوقت. وشارك الفريق في النسخة الأولى من الدوري السعودي الدرجة الأولى للسيدات، واحتل المركز الأخير في مجموعة المنطقة الغربية دون فوز.
في عام 2023، وقبل بدأ موسم 2023-24، استحوذت نادي الوحدة على نادي مجد الغربية ليكون فريق سيدات الوحدة للموسم القادم. أدى الاستحواذ إلى التعاقد مع لاعبات محترفات أجانب لتعزيز صفوف الفريق. بعد وضعه في المجموعة الغربية الثالثة، فشل الوحدة في التأهل للمراحل النهائية من الدرجة الأولى، مما أدى إلى هبوطه إلى دوري الدرجة الثانية.
في يوليو 2024، أعلن الاتحاد السعودي لكرة القدم انسحاب نادي التقدم من دوري الدرجة الأولى، ومنح مكانه لنادي الوحدة.

## اللاعبات

### التشكيلة الحالية
آخر تحديث 11 فبراير 2024.
ملاحظة: تشير الأعلام إلى المنتخب بحسب قواعد الأهلية المعتمدة من قبل الفيفا؛ تنطبق بعض الاستثناءات المحدودة. وقد يحمل اللاعبون أكثر من جنسية لا تعترف بها الفيفا.
| الرقم | البلد       | المركز | اللاعب         |
| ----- | ----------- | ------ | -------------- |
|       | تونس        | حارس   | نسرين زيزي     |
|       | السعودية    | مدافع  | رهف بركاتي     |
| 3     | دولة فلسطين | مدافع  | شذى الفرا      |
| 17    | السعودية    | مدافع  | نادين كعكي     |
|       | السعودية    | مدافع  | ندى الغامدي    |
|       | تونس        | وسط    | شيماء بن محمد  |
|       | السعودية    | وسط    | مرام الطويرقي  |
|       | السعودية    | وسط    | بهية عيد       |
| 12    | تونس        | مهاجم  | ابتسام بن محمد |

| الرقم | البلد    | المركز | اللاعب         |
| ----- | -------- | ------ | -------------- |
|       | السعودية | مهاجم  | الهنوف مزوزة   |
|       | السعودية | مهاجم  | دانا فهد       |
|       | السعودية | مدافع  | دانيا أبو لبن  |
| 8     | السعودية | مدافع  | بدرء الجديعي   |
|       | السعودية | وسط    | امتنان الغامدي |
| 15    | السعودية | مدافع  | نوف اليماني    |
|       | السعودية |        | أسيل الحربي    |
| 6     | السعودية |        | السدوف عسيري   |
| 7     | تونس     | مهاجم  | اية الماجري    |